# Белая Калитва
Белая Калитва (на руски: Белая Калитва) е град в Русия, административен център на Белокалитвински район, Ростовска област. Населението му към 1 януари 2018 година е 40 275 души.